# Ponikło słodkie
Ponikło słodkie, ponikło bulwiaste (Eleocharis dulcis) – gatunek byliny z rodziny ciborowatych (turzycowatych). Występuje na terenach podmokłych w tropikalnej i południowej Afryce, w południowej i wschodniej Azji, w Australii i na wyspach Oceanii. Poza tym rozpowszechniony jest w strefie tropikalnej jako roślina uprawna. Jadalne podziemne bulwy nazywane są „kasztanami” lub „orzechami” (ang. chinese water-chestnut). Bulwy tworzą się na końcach poziomo rozrastających się kłączy, z nich też wyrastają nadziemne, rurkowate pędy i liście osiągające do 2 m wysokości. Spożycie surowej rośliny grozi infekcją larwami przywry Fasciolopsis buski.

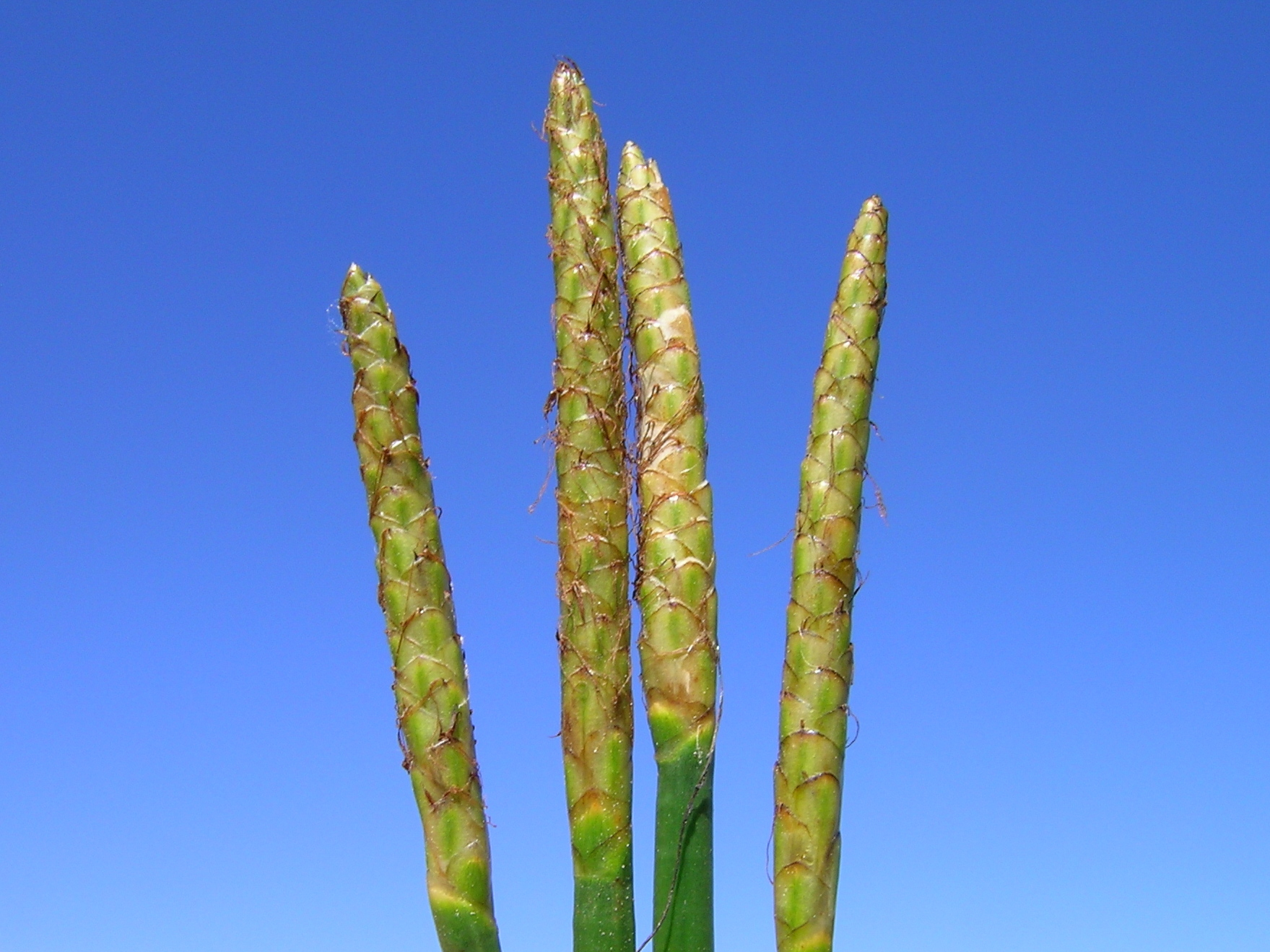
Kwiatostany

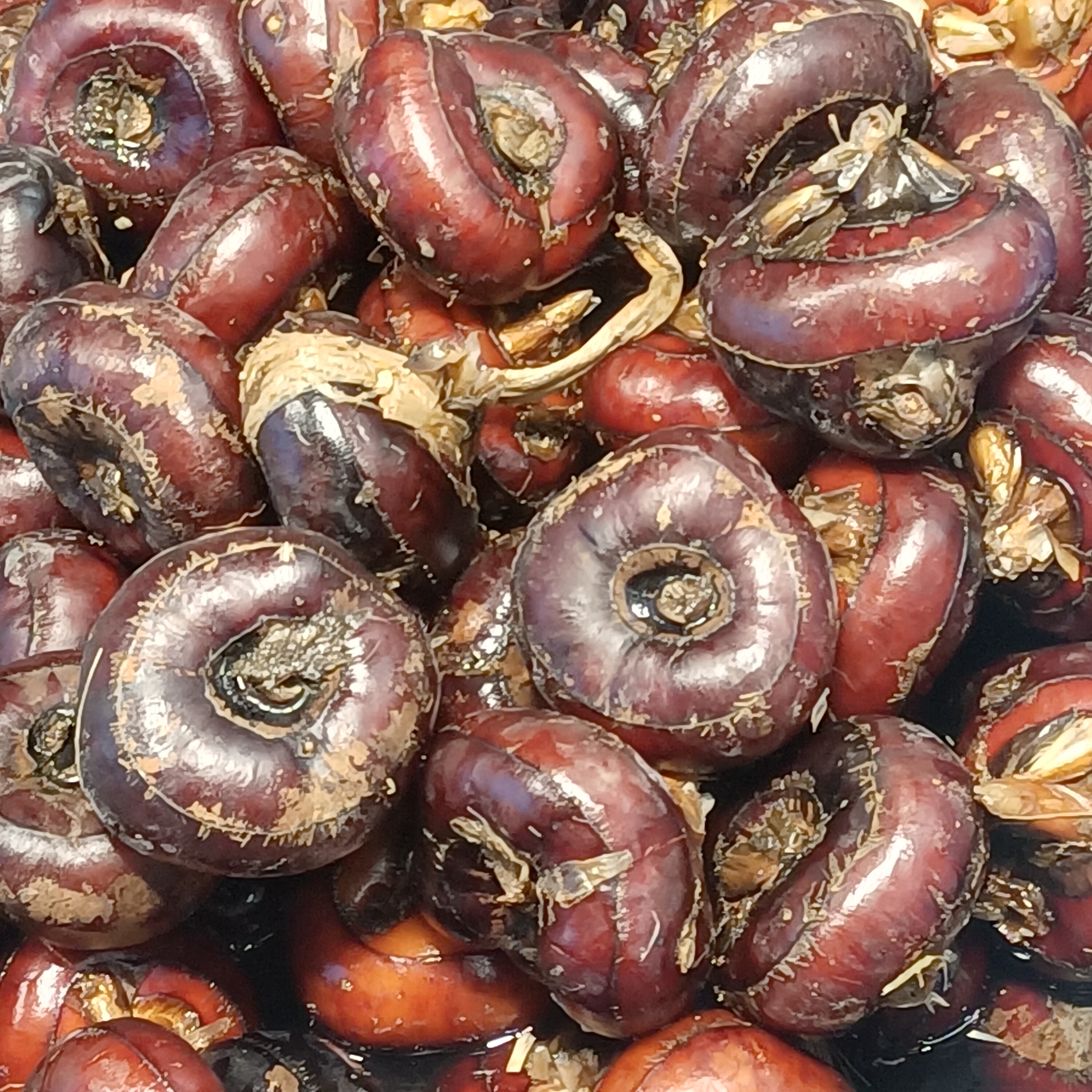
Jadalne bulwy

## Zastosowania kulinarne
Bulwy cenione są jako składnik potraw orientalnych, wykorzystywane są np. w kuchni chińskiej i wietnamskiej. Lekko słodkawe w smaku, charakteryzują się trwałą chrupkością. Gotowane kasztany wodne podawane są z sosami lub przyprawami z daniami z ryżu. Wykorzystywane są też w nadzieniu pierogów.